# Green on Red
Green on Red war eine US-amerikanische Band, die ihre Wurzeln in der Punkszene von Tucson hatte, die längste Zeit ihres Bestehens jedoch Los Angeles beheimatet war, wo sie anfangs dem Paisley Underground zugerechnet wurde. Frühe Aufnahmen von Green on Red verbinden den psychedelischen Sound des frühen Desert Rock mit gelegentlichen Pop-Anklängen, die aber durch die schrille und wenig pop-taugliche Stimme des Sängers Dan Stuart ein eigenes Timbre bekamen. Die späteren Aufnahmen von Green on Red klingen hingegen teils wie eine „kaputte“ amerikanische Version der Rolling Stones, teils wie eine unheimliche Zombieversion von Country-Musik.

## Bandgeschichte

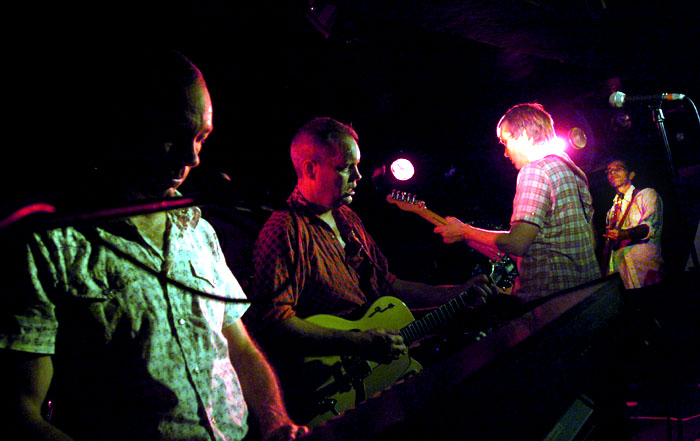
Green On Red im King Tuts (2006)

Die Band wurde 1979 als The Serfers gegründet, bestehend aus Dan Stuart (Gesang, Gitarre), Jack Waterson (Bass), Van Christian (Schlagzeug, später bei Naked Prey) und Sean Nagore (Keyboard), der bald durch Chris Cacavas ersetzt wurde. Im Sommer 1980 zogen The Serfers nach Los Angeles um und änderten ihren Namen (nach einem ihrer Songs) in Green on Red, um, wie Stuart in einem Interview 2006 anlässlich eines Auftrittes im WDR-Rockpalast erklärte, „nicht als Band der dortigen Surf-Punk-Szene angesehen zu werden“. Van Christian kehrte nach Tucson zurück, gründete die Gruppe Naked Prey und wurde durch Alex MacNicol ersetzt, der zuvor mit Lydia Lunch zusammenarbeitet hatte.
Die Band veröffentlichte in Eigenregie eine EP aus rotem Vinyl, welche auch Two Bibles genannt wird. Die erste Platte, welche weitere Verbreitung fand, war aber eine 1982 erschienene EP, die der Bandleader von Dream Syndicate, Steve Wynn, auf seinem eigenen Label Down There Records herausbrachte. Green on Red folgten Dream Syndicate zum Label Slash Records, wo ihr Album Gravity Talks im Herbst 1983 erschien. Der aus San Francisco stammende Gitarrist Chuck Prophet wirkte ab 1985 bei Green on Red mit, Schlagzeuger Alex MacNicol wurde von Keith Mitchell (später bei Opal und Mazzy Star) abgelöst.
Green On Red schlossen danach einen Vertrag mit dem Major-Label Phonogram/Mercury Records, wo die EP No Free Lunch und das Album The Killer Inside Me, produziert von Jim Dickinson und aufgenommen in den Ardent Studios in Memphis erschienen. Die Band löste sich anschließend auf und Chris Cacavas begann eine Solokarriere.
1989 bestanden Green on Red nur noch aus Dan Stuart und Chuck Prophet, verstärkt durch Gastmusiker. Nach dem Album Too Much Fun beendeten die Musiker ihre Zusammenarbeit. Stuart kehrte dem Musikgeschäft den Rücken, während Chuck Prophet eine Karriere als Solokünstler und semi-prominenter Begleitmusiker anschob.
Im September 2005 reformierte sich die Band in der Besetzung ihrer „goldenen Jahre“ – Stuart, Cacavas, Prophet und Waterson, mit Jim Bogios als Ersatz für den inzwischen verstorbenen MacNicol – und trat während der Feiern des 20-jährigen Jubiläums des Hotel Congress in Tucson auf, wo auch ein Live-Album aufgenommen wurde. Es folgte ein Auftritt am 10. Januar 2006 in London, vorgeblich um ihre abgebrochene 1987er-Europatournee abzuschließen. Es folgten weitere Auftritte, unter anderem ein Konzert am 7. September 2006 in der Bonner „Harmonie“, welches im Rahmen des Rockpalast für den WDR aufgezeichnet wurde.

## Diskografie

### Alben
- 1982: Green on Red
- 1983: Gravity Talks
- 1985: Gas Food Lodging
- 1985: No Free Lunch
- 1987: The Killer Inside Me
- 1989: This Time Around
- 1988: Here Come the Snakes
- 1989: Live
- 1991: Scapegoats
- 1992: Too Much Fun
- 1997: What Were We Thinking ?
- 2005 Live at the International Manchester March 27, 1987
- 2006: Valley Fever: Live at the Rialto, Tucson, AZ 9/04/05

### Singles und EPs
- 1981: Green on Red (EP)
- 1983: Gravity Talks / Narcolepsy
- 1985: Time ain't Nothing / No Free Lunch
- 1985: Gas Food Lodging / The Drifter
- 1987: Ghost Hand / Born To Fight
- 1987: Clarkesville / No Drinkin’
- 1988: Change / D.T. Blues
- 1989: Reverend Luther (EP)
- 1989: This Time Around / Fading Away (Live)
- 1989: Keith can't read (EP)
- 1990: You couldn't get arrested / Broken Radio
- 1991: Two Lovers / Keith Can't Read
- 1991: Little Things in Life (EP)
- 1992: She's All Mine (EP)